# 변무근
변무근(卞武根, 1946년 2월 28일 ~ , 경북 김천)은 대한민국의 공무원이다.

## 학력
- 경북고등학교 졸업
- 해군사관학교 문학사
- 미국 미주리 종합군사학원 졸업
- 국방대학교 행정학사

## 경력
- 국방부 의전실장
- 해군 제3함대사령관 (해군 소장)
- 해군본부 인사참모부장
- 해군본부 정보작전참모부장
- 해군교육사령관 (해군 중장)
- 현대중공업 상무
- 방위사업청장

| 전임 양치규 | 제4대 방위사업청장 2009년 1월 20일 ~ 2010년 8월 16일 | 후임 장수만 |